# Corso Strelitz
Der Techniker FC Corso Strelitz (kurz: Corso Strelitz) war ein deutscher Fußballverein aus Strelitz, der Club unterstand dem ortsansässigen Technikum Strelitz.

## Sportlicher Werdegang
Corso Strelitz wurde unter der Bezeichnung SC Corso Strelitz-Alt gegründet, trat durch die Unterstützung des Technikums Strelitz in der Folgezeit als Techniker FC Corso Strelitz in Erscheinung.
Auf sportlicher Ebene war der Club in den Meisterschaften des Mecklenburgischen Fußball-Bundes sowie der Fußball-Oberliga Lübeck-Mecklenburg aktiv. Größter Erfolg der Vereinsgeschichte war die 1909, vor den favorisierten Vereinen des Schweriner FC 03, Vorwärts 04 Schwerin bzw. Rostocker FC, erreichte Endrunde des Norddeutschen Fußball-Verbandes, in der Strelitz im Viertelfinale Holstein Kiel mit 0:6 unterlag. Später gelang es sich dem Verein nicht mehr, sich für die norddeutsche Endrunde zu qualifizieren.
1931 fusionierte der Club mit der Viktoria zur Corso Viktoria Neustrelitz. Etwaige Teilnahmen zur Gauliga Nordmark sowie Gauliga Mecklenburg fanden in der Folgezeit nicht statt.
Der Sportplatz (Lage) befand sich nördlich des Glambecker Sees.

## Statistik
- Teilnahme Endrunde im Norddeutschen Fußball-Verband: 1908/09